# Coupe-circuits
Les coupe-circuits (circuit breakers en anglais) sont un système mis en place en 1988, à la demande du Congrès américain, après le krach d'octobre 1987. Ils permettent de bloquer toute négociation sur des actions à partir d'un certain pourcentage de baisse.
Leur existence remonte au milieu du XIXe siècle, ils sont apparus pour la première fois au Japon pour les échanges de riz et ont été implantés aux États-Unis pour la première fois en 1917 à la suite de la première guerre mondiale qui générait une forte volatilité sur les prix des matières premières comme le coton. Ainsi le Chicago Board of Trade est la première bourse à généraliser les coupe-circuits en 1925.
En février 2011, un comité d'experts mandaté par la Securities and Exchange Commission (SEC), et par le gendarme des marchés de produits dérivés, la Commodity Futures Trading Commission, a recommandé une nouvelle règle pour les coupe-circuits, autorisant à suspendre la cotation d'une valeur si elle varie de plus de 10 % en 5 minutes. 
Lors des réflexions préparatoires, le vice-président du Nasdaq, Eric Noll, avait souhaité un système prévoyant des interruptions de la totalité des échanges en cas de baisse supérieure à 5 % de l'indice boursier S&P 500.